# Catharsius somalicus
Catharsius somalicus är en skalbaggsart som beskrevs av Gillet 1918. Catharsius somalicus ingår i släktet Catharsius och familjen bladhorningar. Inga underarter finns listade.